# Ursinia abrotanifolia
Ursinia abrotanifolia là một loài thực vật có hoa trong họ Cúc. Loài này được (R.Br.) Spreng. miêu tả khoa học đầu tiên năm 1826.